# Boćevica
Boćevica (cyr. Боћевица) – wieś w Serbii, w okręgu jablanickim, w mieście Leskovac. W 2011 roku liczyła 118 mieszkańców.